# 166886 Ybl
166886 Ybl este un asteroid din centura principală de asteroizi.

## Descriere
166886 Ybl este un asteroid din centura principală de asteroizi. A fost descoperit pe 25 decembrie 2002 la Piszkesteto de Krisztián Sárneczky. Asteroidul prezintă o orbită caracterizată de o semiaxă mare de 3,13 ua, o excentricitate de 0,23 și o înclinație de 14,3° în raport cu ecliptica.